# テーブルトークカフェ・Daydream
『テーブルトークカフェ・Daydream』は、有限会社ティーアールピージー・タイムが経営する、テーブルトークRPG(TRPG)やボードゲームのプレイスペースを貸し出す店舗である。

## 概要
テーブルトークRPGやボードゲームを遊ぶためのスペースを有料で貸し出しており、「プレイスペース付き店舗」の第1号となった店である。TRPGやボードゲームの商品、軽食や飲み物の販売も行っている。
この「プレイスペース付き店舗」という形態は、現在は秋葉原や日本橋でも見ることができる。
元店員の岡田篤宏は商業TRPG作品「りゅうたま」のデザイナーである（クレジットには店の名前も入っている）。

## 開店の経緯
TRPGを遊ぶには複数人が囲める大きさのテーブルと椅子が必要である。これらが比較的容易に確保できる場所として、大きめの喫茶店やファーストフード、ファミリーレストランなどがあり、そこでTRPGを遊ぶグループもいた。
しかし、本来の目的（つまり、食事）以外でテーブルを長時間占拠されることは店として好ましいものではなく、またプレイヤー側も、ルールブックとサイコロを出して遊ぶのは、周囲の他の客の怪訝の目を避けられなかった。
こういった背景から、「周囲の目を気にせずにTRPGを遊べ、かつ軽食を取れるようなカフェはないか」という要望が現れ、2ちゃんねるの卓上ゲーム板に「テーブルトークカフェなんてどうだ？」というスレッドが立った。このスレッドを読んだ有志の手により、当店の開店に至った。

## 店内

### プレイテーブル
ゲームをするためのテーブルと椅子が備えられている。天井には巻き上げ式のスクリーンがあり、プレイ時にはスクリーンを下ろすことができる。おしぼりやお菓子はプレイヤーに無料で提供される。

### ライブラリー
寄贈されたTRPGのルールブックや関連書籍を閲覧できる。かなり状態が悪いものもあるため、取り扱いには注意を要する。

## 沿革
- 2002年8月23日 - 東京都台東区にオープン。
- 2008年 - 東京都中央区に移転。

## 利用方法
会員制（入会は無料）。店内にいた時間に応じて、退店時に精算するシステムである。1日券や店舗貸し切りにも応じている。
「手ぶらで遊べる」を触れ込みの一つとしており、ルールブック、サイコロ、筆記用具、ミニチュア、膝掛けなどの無料貸し出しがある。
実際にゲームのプレイに参加する際には、事前に店舗のwebサイトの掲示板などで都合を付ける必要がある。TRPGの場合は店員がゲームマスターを務めることもある。